# Světový kongres esperanta

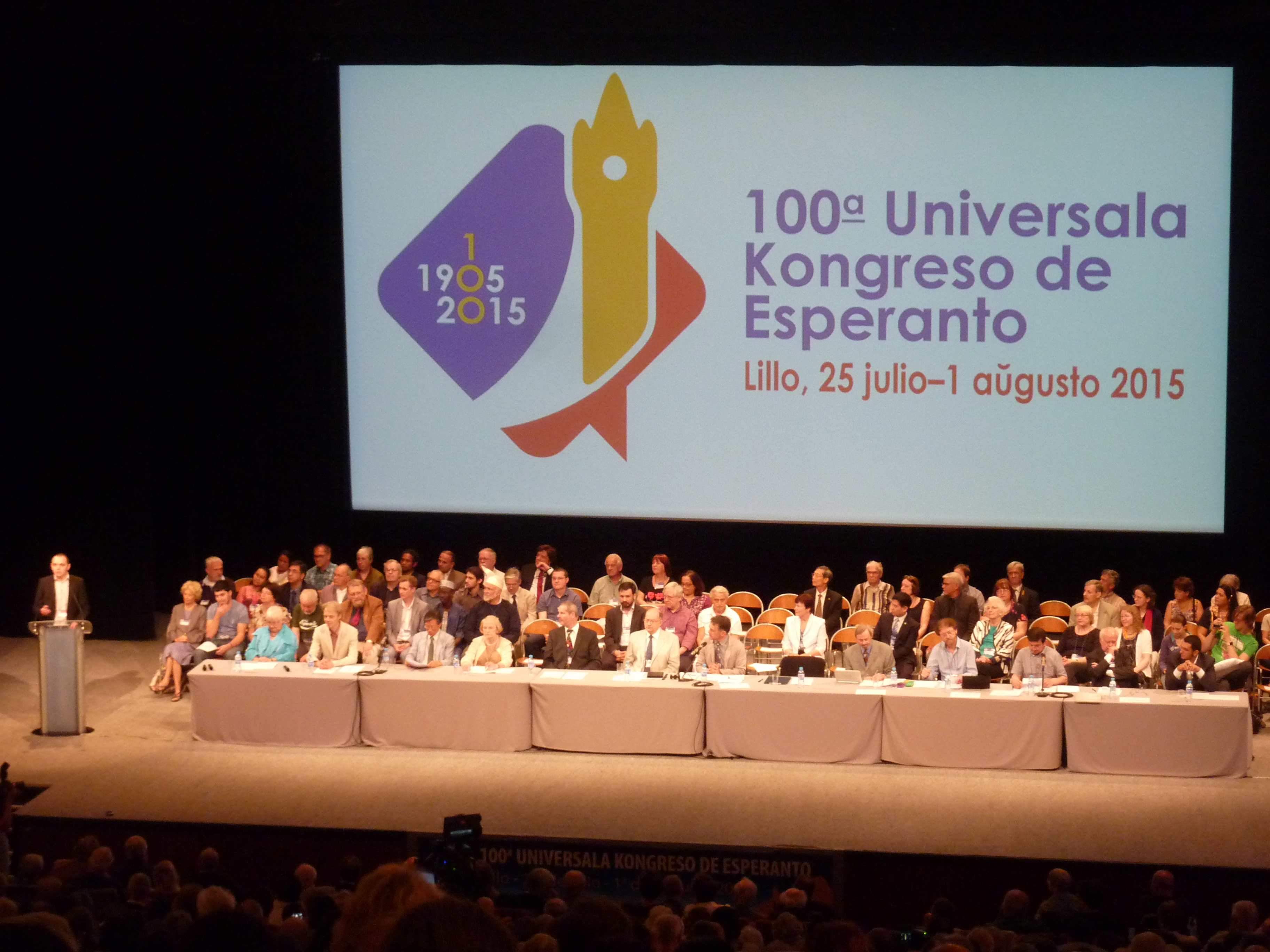
Pódium při zahájení Světového kongresu esperanta v Lille (2015)

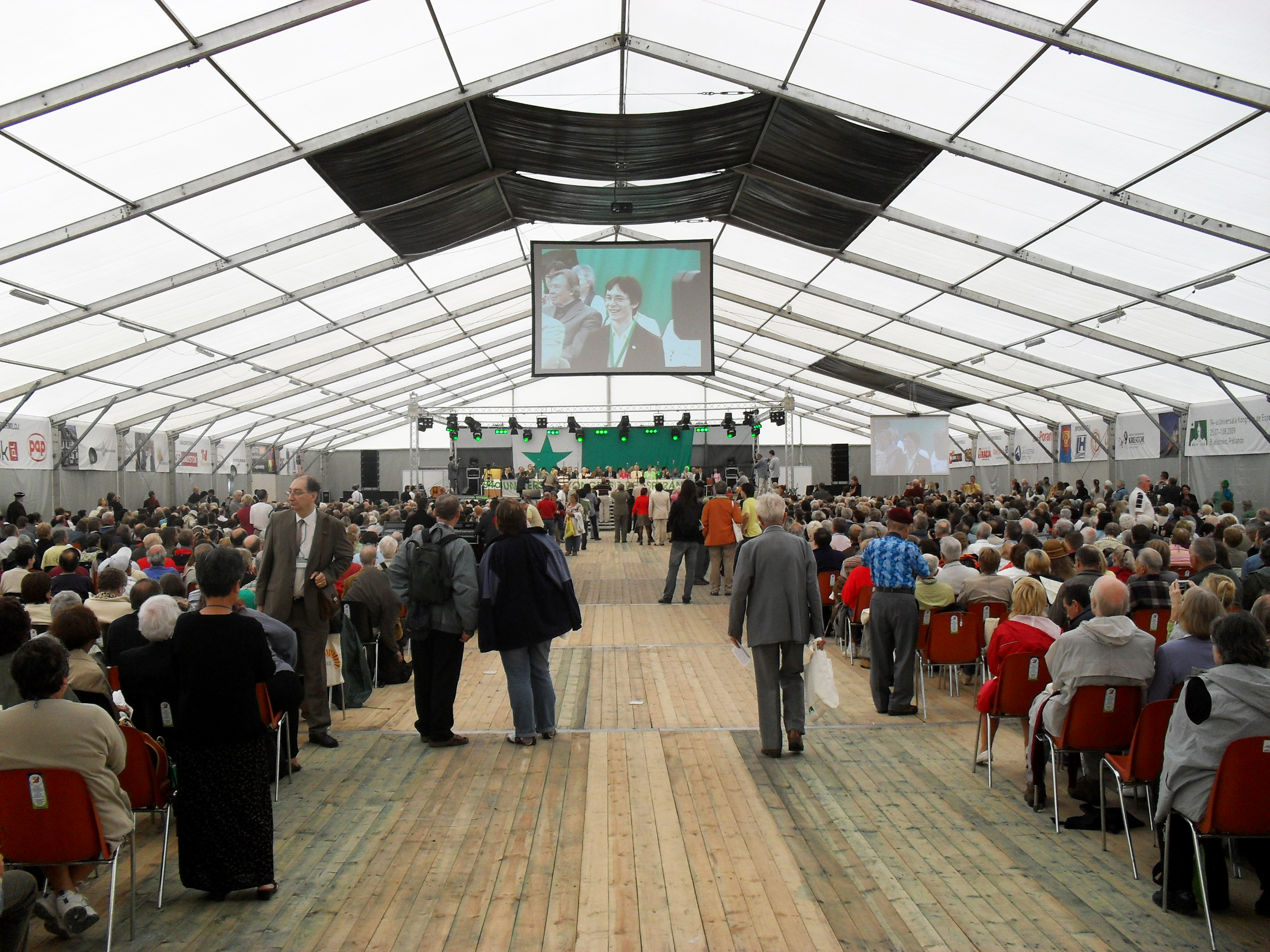
Zahajovací ceremionál Světového kongresu esperanta v Bělostoku (2009)

Světový kongres esperanta (v esperantu Universala Kongreso de Esperanto) má nejdelší tradici mezi mezinárodními setkáními esperantistů. Světové kongresy se pořádají téměř bez přerušení již po více než sto let. Probíhají každoročně od roku 1905, s výjimkou první a druhé světové války a koronavirové pandemie. Od 20. let 20. století je organizuje Světový esperantský svaz. Světový kongres esperanta v roce 2025 se koná v Brně, na území Česka se dříve konal dvakrát v Praze (1921 a 1996).
Kongresy se pořádají každý rok na jiném místě a navštěvuje je v průměru 2 000 účastníků (od druhé světové války se toto číslo pohybuje mezi 800 a 6 000, v závislosti na místě konání). Průměrný počet zastoupených zemí je asi 60. V rámci světových kongresů i nezávisle na nich se také pořádají výroční setkání některých odborných organizací esperantistů, které navštěvují řádově stovky účastníků. Světový kongres se obvykle koná v posledním červencovém nebo prvním srpnovém týdnu a začíná i končí v sobotu (celkem tedy trvá 8 dní). Často tak do kongresového týdne spadá 26. červenec, což je výroční den vydání první učebnice esperanta z roku 1887.

## Historie

### První kongres
První esperantský sjezd se konal v roce 1905 v Boulogne-sur-Mer ve Francii. Zúčastnilo se jej na 700 esperantistů z 33 zemí a také Dr. Ludvík Lazar Zamenhof. Sjezd měl neobyčejný úspěch. Ukázalo se, že jazyk lze bez problémů používat v mluveném styku a byly položeny základy esperantského hnutí: Účastníky sjezdu byla přijata Buloňská deklarace definující principy esperantského hnutí, byl založen Jazykový výbor (pozdější Akademie esperanta) a Organizační výbor (pořádání příštích kongresů).

### Další vývoj
Zdárný výsledek prvního sjezdu položil základy k rozsáhlému rozkvětu hnutí. Následovaly další kongresy: V roce 1906 v Ženevě, v roce 1907 v Cambridge, v roce 1908 v Drážďanech atd. Jubilejní 10. kongres v Paříži byl na poslední chvíli odvolán, protože vypukla první světová válka. Na pařížský kongres přitom bylo přihlásilo téměř 4000 lidí.

## Současnost
Světové kongresy esperanta jsou nadále každoročně pořádány jako největší manifestace esperantského hnutí. Umožňují setkávání mluvčích esperanta a praktické užívání tohoto jazyka. Hrají též významnou roli pro posilování mezinárodní solidarity mezi esperantisty a pro rozvoj esperantského hnutí.
Představenstvo Světového esperantského svazu rozhoduje o místě a datech konání na základě obdržených pozvání a po jednáních se zástupci místních esperantistů. Pozvání musí podpořit státní nebo městská instance nebo jiná významná organizace.
Na programu kongresu jsou mj.:
- seznamovací večer
- slavnostní zahájení
- výroční schůze
- zasedání sekcí (zemských a odborných organizací)
- zasedání výboru Světového esperantského svazu
- umělecké večery
- kulturní večery
- kongresová univerzita
- divadelní představení
- mezinárodní ples
- návštěva města
- zájezdy do okolí
- přijetí účastníků na radnici
- přijetí účastníků na vyslanectvích

Zahajovací a ukončovací ceremoniál jsou plenární akce ve slavnostním duchu, jichž se kromě esperantistů z desítek států účastní i velvyslanci těchto zemí, zástupci místních i mezinárodních organizací apod. Nad kongresem často přebírá záštitu hlava státu nebo vybraný ministr vlády dotyčné země.

## Ročníky

Země, které hostily Světový kongres esperanta mezi lety 1905 a 2024

| Esperanto |  |
| |  |
| Jazyk |  |
| |  |
| - Akademie esperanta - Gramatika - Slovníky - Esperantologie - Abeceda - Číslovky - Fundamento - lernu! - Letní škola esperanta                                                                             |  |
| |  |
| Organizace |  |
| |  |
| - UEA - TEJO - E@I - EEU - SAT - Český esperantský svaz - Česká esperantská mládež - Esperantské kluby - Katolíci                                                                                           |  |
| |  |
| Dějiny |  |
| |  |
| - Ludvík Lazar Zamenhof - Časová osa - Buloňská deklarace - Ido-schizma - Krize ata/ita - Neutrální Moresnet - Interhelpo - Pražský manifest - Bona Espero - Esperantské město                              |  |
| |  |
| Kultura |  |
| |  |
| - Esperantská setkání - Pasporta Servo - Hudba - Rozhlas - Finvenkismus - Homaranismus - Kabei - Politika - La Espero - Stelo - Symboly (vlajka) - UK - IJK - Esperantista - Rodilí mluvčí - Zamenhofův den |  |
| |  |
| Literatura |  |
| |  |
| - Autoři - Esperantské časopisy - Esperantské slovníky - PIV - Wikipedie - KAEST |  |
| |  |
| Úhly pohledu |  |
| |  |
| - Propedeutická hodnota - Srovnání s idem - Srovnání s interlinguou - Reformy - Odpor vůči esperantu |  |

| Rok              | Město            | Země                  | Počet účastníků                 |
| ---------------- | ---------------- | --------------------- | ------------------------------- |
| 2026             | Štýrský Hradec   | Rakousko              |                                 |
| 2025             | Brno             | Česko                 |                                 |
| 2024             | Arusha           | Tanzanie              | 854                             |
| 2023             | Turín            | Itálie                | 1318                            |
| 2022             | Montréal         | Kanada                | 859                             |
| 2021             | Belfast          | Severní Irsko         | zrušen kvůli pandemii covidu-19 |
| 2020             | Montréal         | Kanada                | zrušen kvůli pandemii covidu-19 |
| 2019             | Lahti            | Finsko                | 917                             |
| 2018             | Lisabon          | Portugalsko           | 1567                            |
| 2017             | Soul             | Jižní Korea           | 1173                            |
| 2016             | Nitra            | Slovensko             | 1252                            |
| 2015             | Lille            | Francie               | 2698                            |
| 2014             | Buenos Aires     | Argentina             | 706                             |
| 2013             | Reykjavík        | Island                | 1034                            |
| 2012             | Hanoj            | Vietnam               | 866                             |
| 2011             | Kodaň            | Dánsko                | 1458                            |
| 2010             | Havana           | Kuba                  | 1002                            |
| 2009             | Bělostok         | Polsko                | 1860                            |
| 2008             | Rotterdam        | Nizozemsko            | 1845                            |
| 2007             | Jokohama         | Japonsko              | 1901                            |
| 2006             | Florencie        | Itálie                | 2209                            |
| 2005             | Vilnius          | Litva                 | 2235                            |
| 2004             | Peking           | Čína                  | 2031                            |
| 2003             | Göteborg         | Švédsko               | 1791                            |
| 2002             | Fortaleza        | Brazílie              | 1484                            |
| 2001             | Záhřeb           | Chorvatsko            | 1691                            |
| 2000             | Tel Aviv         | Izrael                | 1212                            |
| 1999             | Berlín           | Německo               | 2712                            |
| 1998             | Montpellier      | Francie               | 3133                            |
| 1997             | Adelaide         | Austrálie             | 1224                            |
| 1996             | Praha            | Česko                 | 2972                            |
| 1995             | Tampere          | Finsko                | 2443                            |
| 1994             | Soul             | Jižní Korea           | 1776                            |
| 1993             | Valencie         | Španělsko             | 1863                            |
| 1992             | Vídeň            | Rakousko              | 3033                            |
| 1991             | Bergen           | Norsko                | 2400                            |
| 1990             | Havana           | Kuba                  | 1617                            |
| 1989             | Brighton         | Velká Británie        | 2280                            |
| 1988             | Rotterdam        | Nizozemsko            | 2321                            |
| 1987             | Varšava          | Polsko                | 5946                            |
| 1986             | Peking           | Čína                  | 2482                            |
| 1985             | Augsburg         | Německo               | 2311                            |
| 1984             | Vancouver        | Kanada                | 802                             |
| 1983             | Budapešť         | Maďarsko              | 4834                            |
| 1982             | Antverpy         | Belgie                | 1899                            |
| 1981             | Brasília         | Brazílie              | 1749                            |
| 1980             | Stockholm        | Švédsko               | 1807                            |
| 1979             | Lucern           | Švýcarsko             | 1630                            |
| 1978             | Varna            | Bulharsko             | 4414                            |
| 1977             | Reykjavík        | Island                | 1199                            |
| 1976             | Atény            | Řecko                 | 1266                            |
| 1975             | Kodaň            | Dánsko                | 1227                            |
| 1974             | Hamburk          | Německo               | 1651                            |
| 1973             | Bělehrad         | Jugoslávie            | 1638                            |
| 1972             | Portland         | USA                   | 923                             |
| 1971             | Londýn           | Velká Británie        | 2071                            |
| 1970             | Vídeň            | Rakousko              | 1987                            |
| 1969             | Helsinki         | Finsko                | 1857                            |
| 1968             | Madrid           | Španělsko             | 1769                            |
| 1967             | Rotterdam        | Nizozemsko            | 1265                            |
| 1966             | Budapešť         | Maďarsko              | 3975                            |
| 1965             | Tokio            | Japonsko              | 1710                            |
| 1964             | Haag             | Nizozemsko            | 2512                            |
| 1963             | Sofia            | Bulharsko             | 3472                            |
| 1962             | Kodaň            | Dánsko                | 1550                            |
| 1961             | Harrogate        | Velká Británie        | 1646                            |
| 1960             | Brusel           | Belgie                | 1930                            |
| 1959             | Varšava          | Polsko                | 3256                            |
| 1958             | Mohuč            | Německo               | 2021                            |
| 1957             | Marseille        | Francie               | 1468                            |
| 1956             | Kodaň            | Dánsko                | 2200                            |
| 1955             | Bologna          | Itálie                | 1687                            |
| 1954             | Haarlem          | Nizozemsko            | 2353                            |
| 1953             | Záhřeb           | Jugoslávie            | 1760                            |
| 1952             | Oslo             | Norsko                | 1614                            |
| 1951             | Mnichov          | Německo               | 2040                            |
| 1950             | Paříž            | Francie               | 2325                            |
| 1949             | Bournemouth      | Velká Británie        | 1534                            |
| 1948             | Malmö            | Švédsko               | 1761                            |
| 1947             | Bern             | Švýcarsko             | 1370                            |
| 2. světová válka |                  |                       |                                 |
| 1939             | Bern             | Švýcarsko             | 765                             |
| 1938             | Londýn           | Velká Británie        | 1602                            |
| 1937             | Varšava          | Polsko                | 1120                            |
| 1936             | Vídeň            | Rakousko              | 854                             |
| 1935             | Řím              | Itálie                | 1442                            |
| 1934             | Stockholm        | Švédsko               | 2042                            |
| 1933             | Kolín nad Rýnem  | Německo               | 950                             |
| 1932             | Paříž            | Francie               | 1650                            |
| 1931             | Krakov           | Polsko                | 900                             |
| 1930             | Oxford           | Velká Británie        | 1211                            |
| 1929             | Budapešť         | Maďarsko              | 1200                            |
| 1928             | Antverpy         | Belgie                | 1494                            |
| 1927             | Gdaňsk           | Svobodné město Gdaňsk | 905                             |
| 1926             | Edinburgh        | Velká Británie        | 960                             |
| 1925             | Ženeva           | Švýcarsko             | 953                             |
| 1924             | Vídeň            | Rakousko              | 3400                            |
| 1923             | Norimberk        | Německo               | 4963                            |
| 1922             | Helsinki         | Finsko                | 850                             |
| 1921             | Praha            | Československo        | 2561                            |
| 1920             | Haag             | Nizozemsko            | 408                             |
| 1. světová válka |                  |                       |                                 |
| 1915             | San Francisco    | USA                   | 163                             |
| 1914             | Paříž            | Francie               | zrušen kvůli 1. světové válce   |
| 1913             | Bern             | Švýcarsko             | 1203                            |
| 1912             | Krakov           | Polsko                | 1000                            |
| 1911             | Antverpy         | Belgie                | 1800                            |
| 1910             | Washington, D.C. | USA                   | 357                             |
| 1909             | Barcelona        | Španělsko             | 1500                            |
| 1908             | Drážďany         | Německo               | 1500                            |
| 1907             | Cambridge        | Velká Británie        | 1317                            |
| 1906             | Ženeva           | Švýcarsko             | 1200                            |
| 1905             | Boulogne-sur-Mer | Francie               | 688                             |